# Iowa Wolves
Az Iowa Wolves egy profi kosárlabdacsapat az NBA G-League-ben, a nyugati főcsoportban. A csapat székhelye Des Moines, Iowa. A csapat tulajdonosa a Minnesota Timberwolves (NBA). A Wolves a Wells Fargo Arenában játssza hazai mérkőzéseit. 2007 és 2017 között a csapat Iowa Energy néven volt ismert az NBA Development League-ben, mielőtt megvette a Timberwolves és átnevezte. Első hazai mérkőzésükön megdöntötték a D-League rekordját a legtöbb nézőért, 8842 fővel. 2011-ben ismét megdöntötték a rekordot, 14,036 fővel. Megnyerték a 2011-es D-League-döntőt a Rio Grande Valley Vipers ellen.

## Szezonok
| Szezon      | Csoport / Főcsoport | Helyezés    | Győzelem | Vereség | Győzelmi% | Rájátszás |
| ----------- | ------------------- | ----------- | -------- | ------- | --------- | --- |
| Iowa Energy |                     |             |          |         |           | |
| 2007–08     | Központi            | 3.          | 22       | 28      | .440      | |
| 2008–09     | Központi            | 1.          | 28       | 22      | .560      | Elvesztette az első fordulót a Dakota Wizards ellen, 109–114                                                                                                |
| 2009–10     | Keleti              | 1.          | 37       | 13      | .740      | Megnyerte az első fordulót a Utah Flash ellen, 2–1 Elvesztette az elődöntőt a Tulsa 66ers ellen, 1–2                                                        |
| 2010–11     | Keleti              | 1.          | 37       | 13      | .740      | Megnyerte az első fordulót a Utah Flash ellen, 2–1 Megnyerte az elődöntőt a Tulsa 66ers ellen, 2–0 Megnyerte a döntőt a Rio Grande Valley Vipers ellen, 2–1 |
| 2011–12     | Keleti              | 5.          | 25       | 25      | .500      | Kiesett az első körben a Los Angeles D-Fenders ellen, 0–2                                                                                                   |
| 2012–13     | Központi            | 6.          | 14       | 36      | .280      | |
| 2013–14     | Központi            | 1.          | 31       | 19      | .620      | Kiesett az elődöntőben a Rio Grande Valley Vipers ellen, 1–2                                                                                                |
| 2014–15     | Központi            | 3.          | 26       | 24      | .520      | |
| 2015–16     | Központi            | 3.          | 26       | 24      | .520      | |
| 2016–17     | Délnyugat           | 6.          | 12       | 38      | .240      | |
| Iowa Wolves |                     |             |          |         |           | |
| 2017–18     | Középnyugat         | 3.          | 24       | 26      | .480      | |
| 2018–19     | Középnyugat         | 4.          | 20       | 30      | .400      | |
| 2019–20     | Középnyugat         | 4.          | 19       | 24      | .442      | Eltörölték a szezont a Covid19-pandémia miatt |
| 2020–21     | —                   | 18.         | 2        | 13      | .133      | |
| Alapszakasz | Alapszakasz         | Alapszakasz | 323      | 335     | .491      | |
| Rájátszás   | Rájátszás           | Rájátszás   | 10       | 10      | .500      | |

## Játékosok

### Díjazottak
NBA D-League Most Valuable Player
- Courtney Sims (2009)
- Curtis Stinson (2011)
- Othyus Jeffers (2014)

NBA D-League Az év újonca
- Othyus Jeffers (2009)

All-NBA D-League Első csapat
- Cartier Martin (2010)
- Courtney Sims (2009)
- Curtis Stinson (2010, 2011)
- Othyus Jeffers (2014)
- Alex Stepheson (2016)

All-NBA D-League Második csapat
- Othyus Jeffers (2011)

All-NBA D-League Harmadik csapat
- Earl Barron (2010)
- Cartier Martin (2009)
- Damien Wilkins (2015)

NBA D-League All Star-gála Most Valuable Player
- Courtney Sims (2009, 2011)

### NBA-ben is játszott játékosok
| - Joel Anthony (2008) - Earl Barron (2009–2010) - Shannon Brown (2008) - Earl Clark (2010) - Daequan Cook (2008) - JamesOn Curry (2007–2009) - John Edwards (2009) - Patrick Ewing, Jr. (2012) - Diante Garrett (2014–2015) - Taylor Griffin (2009–2010) - Xavier Henry (2012) | - Othyus Jeffers (2008–2011) - James Johnson (2011) - Dwayne Jones (2009) - Gani Lawal (2010) - Cartier Martin (2008–2010, 2012, 2015) - Hamady N'Diaye (2012) - Demetris Nichols (2007–2009) - Xavier Silas (2011-2012) - Garret Siler (2010–2011) - Cedric Simmons (2008) - Courtney Sims (2008–2011) | - Mike Taylor (2011) - Anthony Tolliver (2007–2009) - Jeff Trepagnier (2009–2010) - Alando Tucker (2008–2009) - Darryl Watkins (2008) - Kyle Weaver (2010–2011) - Damien Wilkins (2014–2018) - Jordan Adams (2014–2015) - Jarnell Stokes (2014–2015) - Russ Smith (2015) - James Ennis (2015–napjainkig) |

## Edzők
| # | Edző              | Időszak         | Alapszakasz | Alapszakasz | Alapszakasz | Alapszakasz | Rájátszás | Rájátszás | Rájátszás | Rájátszás | Sikerek                                                                                                   |
| # | Edző              | Időszak         | M           | Gy          | V           | Gy%         | M         | Gy        | V         | Gy%       | Sikerek                                                                                                   |
| - | ----------------- | --------------- | ----------- | ----------- | ----------- | ----------- | --------- | --------- | --------- | --------- | --- |
| 1 | Nick Nurse        | 2007–2011       | 200         | 124         | 76          | .620        | 15        | 9         | 6         | .600      | D-League-bajnok: 2011 Dennis Johnson Az év edzője: 2011 NBA D-League All Star-gála edző: 2009, 2010, 2011 |
| 2 | Kevin Young       | 2011–2013       | 73          | 31          | 42          | .425        | 2         | 0         | 2         | .000      | NBA D-League All Star-gála edző: 2012                                                                     |
| 3 | Bruce Wilson      | 2013            | 27          | 8           | 19          | .296        | —         | —         | —         | —         | |
| 4 | Nate Bjorkgren    | 2013–2014       | 50          | 31          | 19          | .620        | 3         | 1         | 2         | .333      | |
| 5 | Bob Donewald, Jr. | 2014–2016       | 100         | 52          | 48          | .520        | —         | —         | —         | —         | |
| 6 | Matt Woodley      | 2016–2017       | 21          | 2           | 19          | .095        | —         | —         | —         | —         | |
| 7 | Glynn Cyprien     | 2017            | 29          | 10          | 19          | .344        | —         | —         | —         | —         | |
| 8 | Scott Roth        | 2017–2019       | 100         | 44          | 56          | .440        | —         | —         | —         | —         | |
| 9 | Sam Newman-Beck   | 2019–napjainkig | 58          | 21          | 37          | .362        | —         | —         | —         | —         | |

## NBA-kapcsolatok

### Iowa Energy
- Chicago Bulls (2007–2014)
- Denver Nuggets (2012—2014)
- Memphis Grizzlies (2014–2017)
- Miami Heat (2007–2008)
- Minnesota Timberwolves (2013–2014)
- New Orleans Hornets/Pelicans (2011–2014)
- Phoenix Suns (2008–2011)
- Washington Wizards (2011–2014)

### Iowa Wolves
- Minnesota Timberwolves (2017–napjainkig)